# Langon-sur-Cher
Langon-sur-Cher (até 2017: Langon) é uma comuna francesa na região administrativa do Centro, no departamento de Loir-et-Cher. Estende-se por uma área de 38,82 km². Em 2010 a comuna tinha 837 habitantes (densidade: 21,6 hab./km²).